# Julie Weick
Julie Weick, eigentlich Juliane Weick, verheiratete Juliane Hausmann  (* 16. August 1810 in Ödenburg; † 1901) war eine österreichische Theaterschauspielerin.

## Leben
Weick kam schon als Kind zur Bühne. 1824 war sie in Grätz engagiert und spielte mit unverkennbarem Talente Rollen wie Ida in Das letzte Mittel von Johanna Franul von Weißenthurn, Die kleine Zigeunerin von August von Kotzebue usw. Sie blieb beim Direktor Johann August Stöger in Grätz, Preßburg und Triest bis 1829, als sie im Theater an der Wien ein Engagement annahm, nachdem sie zuvor in Pest und am Burgtheater mit Beifall gastiert hatte. 1830 trat sie ein vierjähriges Engagement in Pest an. 1833 gastierte sie erfolgreich in Prag und Berlin am Königstädter Theater und trat dann abermals ein Engagement beim Theater an der Wien an. In Mannheim war sie gemeinschaftlich mit ihrem Gatten Ludwig Hausmann (Heirat 1838) von 1838 bis 1849 engagiert und galt überall als vortreffliche Repräsentantin munterer Liebhaberrollen, für dieses Fach durch ihr Talent und eine reizende Persönlichkeit besonders befähigt. Sie zog sich mit ihrem Mann 1849 gänzlich vom Theater zurück.
Ihre Tochter war die Schauspielerin Marie Dahn-Hausmann.